# Sternschnuppe (Musikprojekt)
Sternschnuppe ist der Name des 1992 gegründeten Kinderlieder-Musikprojekts und des Künstlerduos  Werner Meier und Margit Sarholz. Bis 2023 hat das Künstlerduo 32 Alben und drei Kindermusicals unter seinem gleichnamigen Musiklabel veröffentlicht. Mit fast einer Million verkaufter Tonträger und derzeit über 25 Millionen Streams pro Jahr zählt Sternschnuppe zu den erfolgreichsten Kinderlieder-Labels auf dem deutschen Musikmarkt.

## Bandgeschichte
1992 verbanden sich Margit Sarholz und Werner Meier zum ersten Mal auch künstlerisch und beruflich. Sie schrieben, komponierten und produzierten ihr erstes gemeinsames Kinderliederalbum, das 1993 unter dem Namen Taxi Maxi zunächst im Patmos Verlag erschien. Nach dem großen Erfolg ihres Erstlingswerks erschien 1995 auch ihr zweites CD-Album Die Brezn-Beißer-Bande noch bei Patmos.
1997 gründete das Künstlerduo dann mit dem Erscheinen ihres dritten Albums Tiger-Rap & Gummi-Twist ihren eigenen Verlag und das Label Sternschnuppe, mit dem sie sich sehr schnell einen Platz auf dem deutschen Kindermusikmarkt eroberten und viele Auszeichnungen und herausragende Kritiken für ihre Texte, Arrangements und aufwändigen Studioproduktionen erhielten. Bis 2023 schrieb, produzierte und veröffentlichte das Künstlerpaar insgesamt 32 Sternschnuppe-Alben für Kinder. Das Spektrum ihres Schaffens umfasst dabei sowohl eigene Lieder auf Deutsch und manchmal auch auf Bairisch, wie auch Bearbeitungen bekannter, traditioneller Kinderlieder.

### Konzerte
Seit 1993 bis heute sind Margit Sarholz und Werner Meier mit inzwischen 13 verschiedenen Bühnenprogrammen live mit der Band oder als Duo unterwegs. Ihre Sternschnuppe-Familienkonzerte spielen sie auf den Bühnen bekannter Münchner Veranstaltungsorte wie dem Circus Krone, dem Deutschen Theater oder dem Künstlerhaus am Lenbachplatz, aber auch in ganz Bayern und darüber hinaus. Mit vielen theatralen Elementen und aufwändiger Bühnendekoration gehen ihre Programme weit über den konzertanten Liedervortrag hinaus.

### Musicals
In den Jahren 2006 bis 2011 schrieben Margit Sarholz und Werner Meier außerdem drei erfolgreiche Familienmusicals. Das bayerische Musical Die Kuh, die wollt ins Kino gehn feierte 2006 Premiere im Stadttheater Ingolstadt und ist seitdem auch ein Publikumsmagnet im Münchner Lustspielhaus sowie bei Gastspielen in ganz Bayern.
Das Kindermusical Ritterland, auch eine Auftragsarbeit für das Stadttheater Ingolstadt, feierte 2010 Premiere.
Ihr philharmonisches Musical Ristorante Allegro – für großes Orchester und acht Schauspieler – lief von 2011 bis 2022, dirigiert von Ludwig Wicki, fest im Programm der Münchner Philharmoniker im Münchner Gasteig.

### Kooperationen
Von 2002 bis 2020 schrieb das Sternschnuppe-Künstlerduo im Auftrag der Bayerischen Landesarbeitsgemeinschaft Zahngesundheit e. V. (LAGZ) Lieder und Hörspiele zum Thema gesunde Ernährung und Zahngesundheit für alle bayerischen Kitas im Rahmen der Aktion Seelöwe.
2003 produzierten Margit Sarholz und Werner Meier in Kooperation mit Rolf Zuckowski das Freundschaftsalbum So eine Gaudi mit Spaßliedern von Zuckowski und Sternschnuppe, teils textlich und musikalisch bearbeitet vom Sternschnuppe-Künstlerduo. Die Kompilation erschien bei Universal. Für die vom ZDF ausgestrahlte gleichnamige Sendung So eine Gaudi unter Mitwirkung von Margit Sarholz, Werner Meier und Rolf Zuckowski schrieb das Autorenpaar auch das Drehbuch.
Zum 25. Jubiläum seines weit bekannten Albums Rolfs Vogelhochzeit wünschte sich Rolf Zuckowski eine bayerische Fassung. Das Künstlerduo bearbeitete das Original, schrieb dazu neue, bayerische Texte sowie volksmusikalische Arrangements und übernahm die Produktion des Albums Die bayerische Vogelhochzeit, das dann 2003 bei Musik für Dich / Universal erschien.
Im Auftrag der Bayerischen Landeskoordinierungsstelle Musik (BLKM) schrieb und produzierte das Sternschnuppe-Duo 2015 das Inklusionslied Hand in Hand für alle Grundschulen zum Aktionstag Musik in Bayern.

## Biografien

### Margit Sarholz
Margit Sarholz (* 31. Januar 1959 in Nassau an der Lahn) ist deutsche Autorin von Theaterstücken, Kinderliedern, Kinderbüchern und Kindermusicals, Sie ist des Weiteren Theaterschauspielerin, Liedermacherin für Kindermusik und Musikproduzentin, Interpretin von Kinderliedern, Verlegerin und Herausgeberin von Kindermusik und Büchern.
1978 begann sie ihr Studium der Germanistik und Theaterwissenschaften in München und wurde Mitglied der Kabarettformation Machtschattengewächse, dem Hausensemble des Münchner Hinterhoftheaters, zusammen mit Ottfried Fischer. In dieser Zeit lernte sie auch Werner Meier kennen, mit dem sie 1979 nach Ottenhofen umzog. Nach der Geburt der gemeinsamen Tochter wechselte sie zum Studium der Sozialpädagogik an die Katholische Stiftungsfachhochschule München, das sie 1984 mit Diplom abschloss.
Mit Hanna Labus gründete Margit Sarholz 1985 das freie Kindertheater Sternschnuppe, für das sie bis 1992 zahlreiche Theaterstücke und Lieder für Kinder schrieb und aufführte. Die Kinderlieder aus den Musiktheaterstücken waren dann der Grundstock für das erste Album, das sie 1992 gemeinsam mit Werner Meier produzierte.

### Werner Meier
Werner Meier (* 24. Mai 1953 in Reichertsheim) ist deutscher Kabarettist und Musiker, Autor von Theaterstücken, Kinderliedern, Büchern und Musicals, deutscher Liedermacher für Kindermusik, Komponist und Liedtexter, Musik- und Musicalproduzent, Verleger und Herausgeber von Kindermusik und Büchern.
Ab 1979 studierte Meier Sozialpädagogik an der Katholischen Stiftungsfachhochschule München. Neben dem Studium spielte er Gitarre in verschiedenen Formationen mit gecoverten Folksongs und vertonte bayerische Texte des Fernsehjournalisten Ekkehard Bauer, mit dem er im Münchner Hinterhoftheater auftrat. Dort lernte er seine Partnerin und heutige Ehefrau Margit Sarholz kennen, mit der er 1979, kurz vor der Geburt der gemeinsamen Tochter, nach Ottenhofen zog. Zu dieser Zeit begann Meier auch seine ersten kabarettistischen Texte und Lieder zu schreiben.
Nach dem Abschluss des Studiums trat Meier mit zunehmendem Erfolg mit ersten eigenen Musikkabarettprogrammen auf. Er gründete verschiedene Musikkabarettformationen und ist bis heute als Solokabarettist auf Bayerns Kleinkunstbühnen unterwegs.
Neben der Arbeit bei Sternschnuppe und als Kabarettist schreibt Meier auch Theaterstücke, so zum Beispiel Mir san mir – Ein starkes Stück Bayern für das Theater Ingolstadt.

## Stil

### Texte
Die Texte des Künstlerpaares sind fantasievoll, humoristisch bis skurril, mal lustig und mal nachdenklich leise, voller Wortspielereien und überraschender Pointen. Die kleinen Hörspiele zwischen den Kinderliedern sind typisch für Sternschnuppe-Alben und spannen einen großen Bogen vom ersten bis zum letzten Lied und nehmen so Kinder mit auf eine durchgängige Fantasiereise.

### Musik
Das Sternschnuppe-Duo legt großen Wert auf musikalische Vielfalt quer durch viele Stilrichtungen wie Tango, Walzer, Rap, Salsa, Reggae, Jazz und Pop. Ein Markenzeichen von Sternschnuppe sind auch die ausgefeilten Arrangements mit vielfältigem Instrumentarium und die aufwändigen Studioproduktionen mit bekannten Musikern wie Martina Eisenreich, Evelyn Huber, Wolfgang Lohmeier, Mulo Francel, Rudi Zapf, Ulrich Haider und Florian Riedl.

## Soziales Engagement
Seit 2014 sind Margit Sarholz und Werner Meier Botschafter für die Fr1da-Studie – ein Forschungsprojekt des Helmholtz Zentrums München zur Früherkennung von Diabetes Typ 1 bei Kindern und Jugendlichen. Sie haben seither diese weltweit erste bevölkerungsweite Früherkennungsuntersuchung mit Sondereditionen ihrer Musikalben zum Verschenken in den Kinderarztpraxen unterstützt.
Seit 2015 begleitet das Duo den Verein Junge Herzen Bayern e. V. als Schirmherr. Der Verein berät und unterstützt Eltern von Kindern mit Herzfehlern.
2016 übernahmen sie die Schirmherrschaft für das Projekt Landfrauen machen Schule des Bayerischen Bauernverbands und unterstützten deren Arbeit mit der Sonderedition Mäh, Muh und mehr mit lustigen Liedern und Geschichten vom Bauernhof.
2017 sponserte das Künstlerduo eine Sternschnuppe-Album-Sonderedition, die vom ambulanten Kinder- und Jugend-Hospizdienst der Malteser in Landshut als Dankeschön an alle Spender und Förderer verschenkt wurde.

## Veröffentlichungen

### Alben
- 1993 Taxi Maxi
- 1995 Die Brezn-Beißer-Bande
- 1997 Tiger-Rap & Gummi-Twist
- 1998 Ritterland
- 1998 Winterlieder
- 2000 Sommerlieder
- 2001 Nina-Nana
- 2001 La Le Lu
- 2001 Alles Gute
- 2002 Wir wollen alle in die Suppe
- 2003 Schlawuzi
- 2003 So eine Gaudi (Kompilation mit Rolf Zuckowski/Musik für Dich, erschienen bei Universal)
- 2003 Die bayerische Vogelhochzeit (Bearbeitung von Rolf Zuckowskis Vogelhochzeit, erschienen bei Universal)
- 2004 Auf der Mauer, auf der Lauer
- 2005 Ein Kühlschrank ging spazieren
- 2006 Die Kuh, die wollt ins Kino gehn
- 2007 Zehn Wünsche frei
- 2008 Oh Tannenbaum
- 2009 Wer hat die Kokosnuss geklaut
- 2010 Ich will tanzen
- 2011 Schlaf Kindlein schlaf
- 2012 Ristorante Allegro – Livemitschnitt
- 2012 Töff, töff, töff, die Eisenbahn
- 2013 Herbstlieder
- 2014 Lustige Tierlieder
- 2015 Bayerische Kinderlieder
- 2016 Lustige Hits für Schulkinder
- 2017 Frühlingslieder
- 2018 Bayerische Winter- & Weihnachtslieder
- 2019 Willkommen kleine Schwester
- 2019 Willkommen kleiner Bruder
- 2019 Geschichten & Schlaflieder aus aller Welt
- 2020 Geburtstagslieder & Kinder-Party-Hits
- 2021 Alle meine Entchen & Co

### Bücher und Notenhefte
- 1997 Liederbuch Taxi Maxi
- 1997 Liederbuch Die Brezn-Beißer-Bande
- 1997 Liederbuch Tiger-Rap & Gummi-Twist
- 2006 Bilderbuch Die Kuh, die wollt ins Kino gehn
- 2010 Lieder- und Ideenbuch Ein Kühlschrank ging spazieren (Originalausgabe 2005 bei dtv)
- 2015 Liederheft Bayerische Kinderlieder
- 2019 Liederheft Bayerische Winter- und Weihnachtslieder
- 2022 Mein singendes Liederbuch

### Kindermusicals
- 2006 Die Kuh, die wollt ins Kino gehn – Das bayerische Musical vom Mut und Glück haben
- 2010 Ritterland – Das verrückte Musical vom Wegziehen und Heimkommen
- 2011 Ristorante Allegro – Das philharmonische Familienmusical

### Bühnenprogramme
- Taxi Maxi
- Die Brezn-Beißer-Bande
- Tiger-Rap & Gummi-Twist
- Ritterland
- Winterlieder
- Sommerlieder
- Jubiläumskonzert Zehn Wünsche frei – zum 10-jährigen Verlagsjubiläum
- Wir wollen alle in die Suppe
- Ein Kühlschrank ging spazieren
- Hits für Kids
- Jubiläumswunschkonzert – zum 25-jährigen Verlagsjubiläum
- Bayerische Kinderlieder
- Abenteuerlieder aus dem Koffer

## Auszeichnungen
Viele Alben erhielten neben hervorragenden Rezensionen auch renommierte Auszeichnungen wie den Medienpreis LEOPOLD und das Prädikat Gute Musik für Kinder des Verbands deutscher Musikschulen.
Das Künstlerduo Margit Sarholz und Werner Meier wurde 2012 zusammen mit Gerhard Schöne und Fredrik Vahle für den Deutschen Musikautorenpreis nominiert.
2023 erhielt Sternschnuppe – gemeinsam mit Marcus H. Rosenmüller – den Oberbayerischen Kulturpreis.